# John Duncan, Sr.
John James Duncan, Sr. (Huntsville, 14 marzo 1919 – Knoxville, 21 giugno 1988) è stato un politico e avvocato statunitense, membro della Camera dei Rappresentanti per lo stato del Tennessee dal 1965 al 1988.

## Biografia
Nato e cresciuto nel Tennessee, Duncan prestò servizio militare nell'esercito durante la seconda guerra mondiale e successivamente si laureò in legge.
Dopo aver lavorato come avvocato e assistente del procuratore generale, Duncan entrò in politica con il Partito Repubblicano e nel 1959 venne eletto sindaco di Knoxville. Nel corso del suo secondo mandato Duncan si candidò per un seggio alla Camera dei Rappresentanti e alla fine riuscì a vincerlo, divenendo deputato.
Duncan venne rieletto facilmente per undici volte, finché nel 1988 morì all'età di sessantanove anni mentre era ancora in carica. Il suo seggio venne poi vinto dal figlio Jimmy.